# Erioderma
Erioderma is een geslacht van korstmossen behorend tot de familie Pannariaceae. De typesoort is Erioderma polycarpum. 
Soorten in dit geslacht zijn kleine, lichtbruine tot olijfbruine foliose cyanolichens met een pluizig bovenoppervlak die de cyanobacteriën Scytonema als hun fotobiont hebben. De meeste soorten komen voor in de tropen van Midden- en Zuid-Amerika, hoewel drie soorten worden aangetroffen in kustgebieden van Noord-Amerika, waar ze over het algemeen groeien op bemoste takken op vochtige plaatsen. Alle Noord-Amerikaanse soorten zijn zeldzaam. Soorten in dit geslacht kunnen lijken op Pannaria, Leioderma of kleine Peltigera, maar hun pluizige bovenoppervlak en gebrek aan aderen op hun onderoppervlak onderscheiden hen van deze korstmossen.

## Soorten
Volgens Index Fungorum bevat het geslacht 47 soorten (peildatum december 2021):
| Soortnaam                  | Auteur(s)                  | Publicatiejaar |
| -------------------------- | -------------------------- | -------------- |
| Erioderma americanum       | Müll. Arg.                 | 1880           |
| Erioderma asahinae         | Zahlbr.                    | 1927           |
| Erioderma barbellatum      | P.M. Jørg. & Arv.          | 2002           |
| Erioderma borbonicum       | P.M. Jørg. & van den Boom  | 2009           |
| Erioderma boreale          | Ahlner                     | 1948           |
| Erioderma borneense        | P.M. Jørg. & Sipman        | 2001           |
| Erioderma chilense         | Mont.                      | 1852           |
| Erioderma confusum         | P.M. Jørg. & Sipman        | 2002           |
| Erioderma coriaceum        | P.M. Jørg. & Sipman        | 2002           |
| Erioderma cyathophorum     | P.M. Jørg. & Arv.          | 2002           |
| Erioderma divisum          | P.M. Jørg. & Arv.          | 2002           |
| Erioderma glabrum          | P.M. Jørg.                 | 2001           |
| Erioderma glaucescens      | (Taylor) C.W. Dodge        | 1964           |
| Erioderma gloriosum        | P.M. Jørg. & Arv.          | 2002           |
| Erioderma granulosum       | P.M. Jørg. & Arv.          | 2001           |
| Erioderma groendalianum    | (Ach.) Hue                 | 1902           |
| Erioderma hypomelaenum     | (Nyl. ex Bornet) Hue       | 1902           |
| Erioderma javancium        | Vain.                      | 1921           |
| Erioderma javanicum        | Vain.                      | 1921           |
| Erioderma laminisorediatum | P.M. Jørg. & Arv.          | 2001           |
| Erioderma latilobatum      | P.M. Jørg. & Sipman        | 2002           |
| Erioderma leylandii        | (Taylor) Müll. Arg.        | 1888           |
| Erioderma limbatum         | (Nyl.) Vain.               | 1924           |
| Erioderma marcellii        | P.M. Jørg. & Arv.          | 2001           |
| Erioderma meiocarpum       | Nyl.                       | 1869           |
| Erioderma microcarpum      | Riddle                     | 1912           |
| Erioderma mollissimum      | (Samp.) Du Rietz           | 1926           |
| Erioderma nilsonii         | P.M. Jørg. & Arv.          | 2001           |
| Erioderma papyraceum       | P.M. Jørg. & Arv.          | 2002           |
| Erioderma pedicellatum     | (Hue) P.M. Jørg.           | 1972           |
| Erioderma pellitum         | P.M. Jørg. & Sipman        | 2002           |
| Erioderma peruvianum       | P.M. Jørg. & Arv.          | 2002           |
| Erioderma phaeorhizum      | Vain.                      | 1921           |
| Erioderma physcioides      | Vain.                      | 1896           |
| Erioderma polycarpum       | Fée                        | 1825           |
| Erioderma pulchrum         | Müll. Arg.                 | 1880           |
| Erioderma pycnidiiferum    | P.M. Jørg. & Arv.          | 2002           |
| Erioderma reticulatum      | P.M. Jørg. & Arv.          | 2002           |
| Erioderma rigidum          | P.M. Jørg.                 | 2001           |
| Erioderma sinuatum         | P.M. Jørg. & Arv.          | 2002           |
| Erioderma sorediatum       | D.J. Galloway & P.M. Jørg. | 1975           |
| Erioderma tomentosum       | Hue                        | 1902           |
| Erioderma unguigerum       | (Bory) Nyl.                | 1858           |
| Erioderma vellerigerum     | Nyl.                       | 1888           |
| Erioderma velligerum       | Tuck.                      | 1877           |
| Erioderma verruculosum     | (Vain.) Zahlbr.            | 1925           |
| Erioderma wrightii         | Tuck.                      | 1858           |